# Серая траурная мухоловка
Серая траурная мухоловка (лат. Peneothello cryptoleuca) — вид птиц из семейства Petroicidae. Эндемик Западной Новой Гвинеи (Индонезия). Естественной средой обитания этих птиц являются субтропические и тропические горные влажные леса.
МСОП присвоил виду охранный статус LC. Выделяют три подвида Peneothello cryptoleuca.

## История исследования
Немецкий орнитолог Эрнст Хартерт описал таксон в 1930 году. Система Сибли и Алквиста помещает этот вид птиц и многие близкие к нему в большую группу Corvida. Между тем, молекулярные исследования и текущий консенсус относят их к очень раннему ответвлению Passerida, то есть «продвинутым» певчим птицам.